# Shahar Zubari
Shahar Zubari (hebreiska: שחר צוברי), född 1 september 1986 i Eilat i Israel, är en israelisk vindsurfare. Vid olympiska sommarspelen 2008 i Peking vann han en bronsmedalj. Han har även vunnit en bronsmedalj vid världsmästerskapet i RS:X 2008 och två EM-guld.
Vid olympiska sommarspelen 2012 i London kom Zubari på en 19:e plats och vid olympiska sommarspelen 2016 i Rio de Janeiro kom han på en 17:e plats.